# Departamento de Transporte
El Departamento de Transporte del inglés Department of Transportation (DOT) es el nombre más común y usado en una agencia gubernamental en Norteamérica en el ámbito del transporte. El más grande es el Departamento de Transporte de los Estados Unidos, en la cual administra los otros departamentos estatales. Todos los estados de Estados Unidos, y las provincias de Canadá, y otras agencias locales también tienen organizaciones similares.

## Departamentos de transporte

### Departamentos de transporte de Estados Unidos
- Departamento de Transporte de Alabama (ALDOT)
- Departamento de Transporte y Servicios Públicos de Alaska (DOT&PF)
- Departamento de Transporte de Arizona (ADOT)
- Departamento de Transporte y Carreteras de Arkansas (AHTD)
- Departamento de Transporte de California (Caltrans)
- Departamento de Transporte de Colorado (CDOT)
- Departamento de Transporte de Connecticut (ConnDOT)
- Departamento de Transporte de Delaware (DelDOT)
- Departamento de Transporte del Distrito de Columbia (dDOT)
- Departamento de Transporte de Florida (FDOT)
- Departamento de Transporte de Georgia (GDOT)
- Departamento de Transporte de Hawái (HDOT)
- Departamento de Transporte de Idaho (ITD)
- Departamento de Transporte de Illinois (IDOT)
- Departamento de Transporte de Indiana (INDOT)
- Departamento de Transporte de Iowa (IADOT)
- Departamento de Transporte de Kansas (KDOT)
- Gabinete de Transporte de Kentucky (KTC)
- Departamento de Transporte y Desarrollo de Luisiana (DOTD)
- Departamento de Transporte de Maine (MaineDOT)
- Departamento de Transporte de Maryland (MDOT)
- Departamento de Transporte de Massachusetts (massDOT)
- Departamento de Transporte de Míchigan (MDOT)
- Departamento de Transporte de Minnesota (Mn/DOT)
- Departamento de Transporte de Misisipi (MDOT)
- Departamento de Transporte de Misuri (MoDOT)
- Departamento de Transporte de Montana (MDT)
- Departamento de Carreteras de Nebraska (NDOR)
- Departamento de Transporte de Nevada (Nevada DOT)
- Departamento de Transporte de Nuevo Hampshire (NHDOT)
- Departamento de Transporte de Nueva Jersey (NJDOT)
- Departamento de Transporte de Nuevo México (NMDOT)
- Departamento de Transporte del Estado de Nueva York (NYSDOT)
- Departamento de Transporte de Carolina del Norte (NCDOT)
- Departamento de Transporte de Dakota del Norte (NDDOT)
- Departamento de Transporte de Ohio (ODOT)
- Departamento de Transporte de Oklahoma (ODOT)
- Departamento de Transporte de Oregón (ODOT)
- Departamento de Transporte de Pensilvania (PennDOT)
- Departamento de Transportación y Obras Públicas de Puerto Rico (DTOP)
- Departamento de Transporte de Rhode Island (RIDOT)
- Departamento de Transporte de Carolina del Sur (SCDOT)
- Departamento de Transporte de Dakota del Sur (SDDOT)
- Departamento de Transporte de Tennessee (TDOT)
- Departamento de Transporte de Texas (TxDOT)
- Departamento de Transporte de Utah (UDOT)
- Agencia de Transporte de Vermont (VTrans)
- Departamento de Transporte de Virginia (VDOT)
- Departamento de Transporte del Estado de Washington (WSDOT)
- Departamento de Transporte de Virginia Occidental (WVDOT)
- Departamento de Transporte de Wisconsin (WisDOT)
- Departamento de Transporte de Wyoming (WYDOT)

#### Departamentos locales
- Departamento de Transporte del Distrito de Columbia
- Departamento de Transporte de Los Ángeles (LADOT)
- Departamento de Transporte de la Ciudad de Nueva York (NYCDOT)
- Departamento de Transporte de Chicago (CDOT)
- Departamento de Transporte de Detroit (D-DOT)

### Departamentos de transporte de Canadá
- Transport Canada - Departamento Nacional de Canadá
- Departamento de Infraestructura y Transporte de Alberta
- Ministerio de Transporte de Columbia Británica
- Transporte e Infraestructura de Manitoba
- Departamento de Transporte de Nuevo Brunswick
- Departamento de Transporte y Obras de Terranova y Labrador
- Departamento de Renovación de Transporte e Infraestructura de Nueva Escocia
- Ministerio de Transporte de Ontario (MTO)
- Departamento de Transporte y Obras Públicas de la Isla Príncipe Eduardo
- Ministerio de Transporte de Quebec (MTQ)
- Departamento de Autopistas y Transporte de Saskatchewan